# Les Invisibles
Les Invisibles és una pel·lícula documental francesa escrita i dirigida per Sébastien Lifshitz i estrenada el 2012.

## Sinopsi
Homes i dones que, nascuts a l'entreguerres, no tenen res en comú excepte ser homosexualss i haver triat viure-ho a plena llum del dia en un moment en què la societat rebutjava l'homosexualitat. Van estimar, desitjar, lluitar per ser reconeguts. Avui expliquen com era aquesta vida rebel, dividida entre el desig de seguir sent persones com els altres i l'obligació d'inventar-se una llibertat per florir.

## Repartiment
Yann i Pierre, Bernard i Jacques, Pierrot, Thérèse, Christian, Catherine i Elisabeth, Monique, Jacques

## Origen de la pel·lícula
Sébastien Lifshitz va passar gairebé un any i mig buscant els testimonis necessaris per filmar el seu documental. Va contactar amb moltes associacions franceses per a això, en particular amb ARIS a Lió. Lifshitz va entrevistar 70 persones i va filmar 10 retrats de parelles o individus, alguns dels quals no van arribar al tall final.

## Distincions
Per aquest documental i el següent, Bambi (2013), Sébastien Lifshitz va rebre el març de 2014 el premi Pierre Guénin contra l'homofòbia i per la igualtat de drets: segons la nota de premsa de l'associació SOS Homophobie, 
| « | el treball de Sébastien Lifshitz fa visible no sols la població LGBT, sinó especialment les seves categories més oblidades. | » |

### Premis
- 2013 : César al millor documental
- 2012 : Festival Chéries-Chéris: Gran premi al millor documental
- 2012: Face à Face Festival du film gay et lesbien de Saint-Étienne: Premi del públic al millor documental
- 2013 : Étoile d'or al millor documental[3]
- 2012: Premi del públic al Festival Âge d'or-Cinédécouvertes (Brussel·les)
- 2013: Fire!! Mostra Internacional de Cinema Gai i Lesbià premi al millor documental.[4]

### Nominacions
- 2012 : British Film Institute Awards: Premi Grierson